# Lisa-Marie Jacoby
Lisa-Marie Jacoby (ur. 25 maja 1996) – niemiecka lekkoatletka, specjalistka od biegów płotkarskich.
W 2013 zdobyła brąz mistrzostw świata juniorów młodszych w Doniecku w biegu na 400 metrów przez płotki.
Rekord życiowy: 58,75 (13 lipca 2013, Donieck).

## Osiągnięcia
| Rok  | Impreza                               | Miejsce | Konkurencja                               | Lokata     | Wynik |
| ---- | ------------------------------------- | ------- | ----------------------------------------- | ---------- | ----- |
| 2013 | Mistrzostwa świata juniorów młodszych | Donieck | bieg na 400 metrów przez płotki (76,2 cm) | 3. miejsce | 58,75 |